# Bavosa de cinc

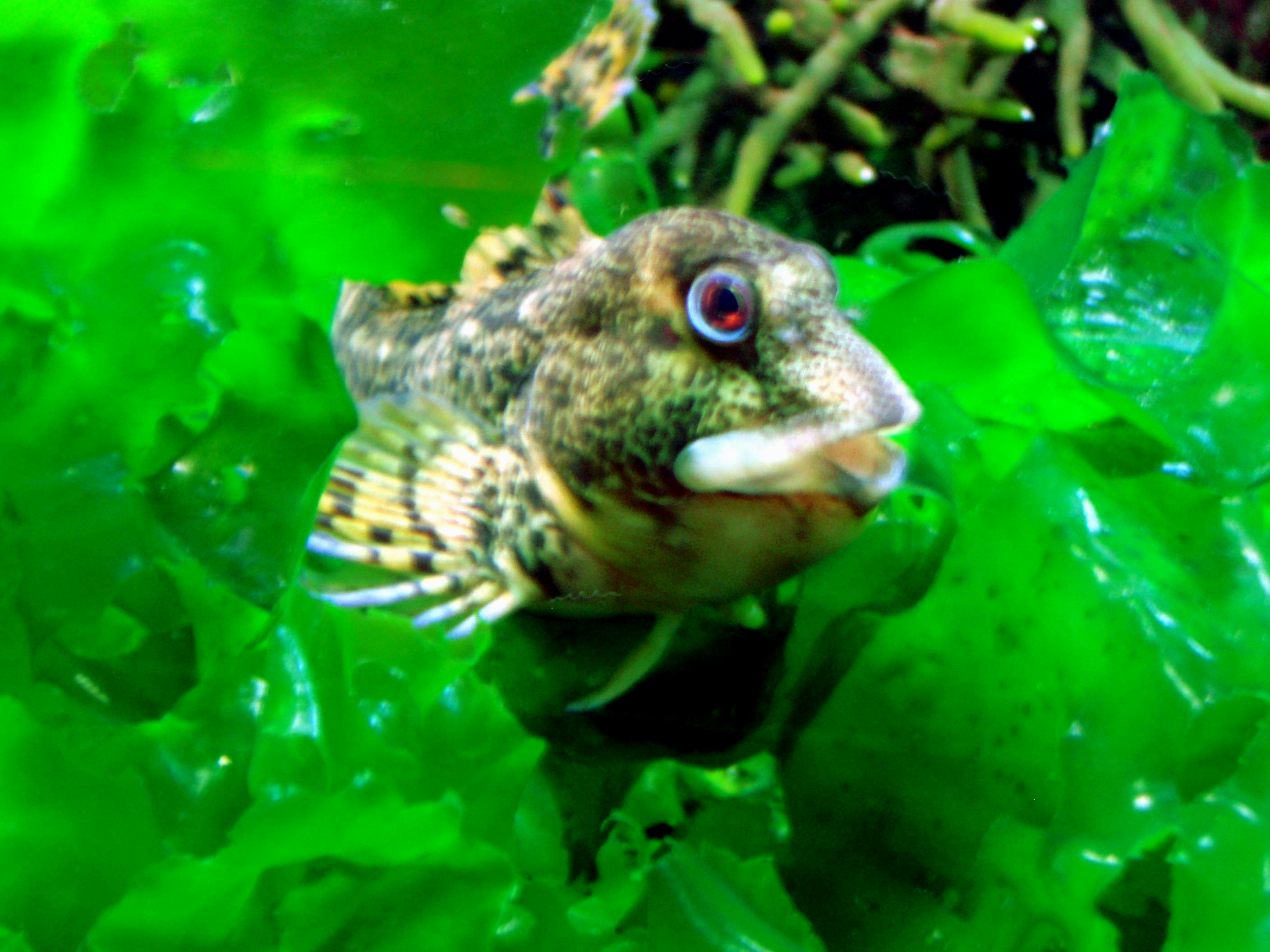
Bavosa de cinc

La bavosa de cinc (Lipophrys pholis) és una espècie de peix de la família dels blènnids i de l'ordre dels perciformes.

## Morfologia
- Els mascles poden assolir 30 cm de longitud total.[2][3]
- Pell nua i viscosa.
- No té tentacles al cap.
- Coloració variable.[4]

## Reproducció
És ovípar i el període de fresa té lloc entre abril i agost.

## Alimentació
Menja petits invertebrats bentònics, especialment gastròpodes, percebes, amfípodes i algues.

## Depredadors
A les Illes Açores és depredat pel serrà mascle (Serranus atricauda).

## Hàbitat
És un peix marí de clima temperat que viu entre 0-8 m de fondària.

## Distribució geogràfica
Es troba des del sud de Noruega fins al Marroc i Madeira, incloent-hi la mar Mediterrània i les Illes Balears.

## Observacions
És capaç de respirar aire quan es troba fora de l'aigua.